# Jaunauces pagasts
Jaunauces pagasts er en territorial enhed i Saldus novads i Letland. Pagasten havde 439 indbyggere i 2010 og omfatter et areal på 83,38 kvadratkilometer. Hovedbyen i pagasten er Jaunauce.